# بهاره (میداوود)
بهاره یک روستا در ایران است که در بخش میداوود شهرستان باغ‌ملک واقع شده‌است. بهاره ۱۸۴ نفر جمعیت دارد.